# Station Potok
Station Potok is een spoorwegstation in de Poolse plaats Potok Wielki.